# Komitativ
Der Komitativ (Begleitfall, von lat. comes „Begleiter“) bzw. Soziativ (von lat. socius „Begleiter“) ist, inhaltlich definiert, ein Untertyp einer adverbialen Bestimmung und führt einen Handlungsteilnehmer ein, der in Begleitung eines anderen auftritt oder handelt. Ihm entspricht im Deutschen eine Konstruktion mit der Präposition „(zusammen) mit“. In anderen Sprachen wird dasselbe durch einen speziellen Kasus ausgedrückt; in diesen Fällen ist der Komitativ als Wortform definierbar, also ein Bestandteil in der Deklination eines Substantivs. Ein Komitativ-Kasus kommt zum Beispiel in den finnisch-ugrischen Sprachen vor, u. a. Ungarisch, Finnisch, Estnisch, ferner auch im Ossetischen und dem Sumerischen sowie mit dem Namen „Soziativ“ in mehreren dravidischen Sprachen (u. a. Tamil, Malayalam), eventuell auch in Turksprachen, wo er aber von anderen Sprachwissenschaftlern auch als Instrumentalis eingestuft wird.

## Beispiele für Komitativ-Kasus

### Turksprachen
- Türkisch: arkadaşla „mit [einem/dem] Kamerad/[einer/der] Kameradin“,  arkadaşımla „mit meinem Kamerad/meiner Kameradin“. Die komitative Endung ist gemäß Vokalharmonie -le oder -la.[1]

### Drawidische Sprachen
- Tamil: மனைவியோடு maṉaiviy-ōṭu „mit der Ehefrau“, அன்புடன் aṉp-uṭaṉ „mit Liebe“; Die Suffixe -ōṭu und -uṭaṉ stehen weitgehend in freier Variation.

### Finno-ugrische Sprachen
- Estnisch: minuga „mit mir“, majaga „mit dem Haus“, majadega „mit den Häusern“
- Finnisch: ystävinenne „mit Ihren Freunden“; der Komitativ wird im Finnischen selten verwendet und kann auch nur im Plural mit possessivpronominalen Endungen benutzt werden. In der Umgangssprache wird stattdessen die Postposition kanssa benutzt.
- Wepsisch: Der Komitativ antwortet auf das Interrogativpronomen Kenenke? "mit wem" und hat die Endung -nke sowohl im Singular als auch im Plural. Die Endung wird an den Genitivstamm des Wortes angefügt. Mö ajam kanzanke...  „wir fahren mit der Familie“
- Mari: книгаште knigašte „mit einem/dem Buch“
- Nordsamisch: mánáin „mit dem Kind“, mánáiguin  „mit den Kindern“; das Lexem gu(ob)i = Kamerad, ist zum Grammem (grammatisches Element) der Komitativkennung „grammatikalisiert“ worden.
- Ungarisch: barátommal „mit meinem Freund“, barátnőjével „mit seiner Freundin“; velem „mit mir“; Im Ungarischen wird der Komitativ im Allgemeinen durch die Endung -val/-vel gekennzeichnet, die dem deutschen „mit“ entspricht. Es ist zu beachten, dass das „v“ mit einem auslautenden Konsonant verschmilzt und diesen verdoppelt. Bei Personalpronomen steht vel allerdings vorne, z. B. velem, veled[3], während es bei Demonstrativpronomen als Endung fungiert, z. B. ezzel, azzal.[3] Es existiert außerdem die wesentlich seltenere Endung -stul/-stül zur Kennzeichnung einer Gesamtheit von Personen oder Gegenständen im Sinne von „zusammen mit“ oder „mitsamt“: családostul „mitsamt der Familie“, barátnőstül  „zusammen mit der Freundin“.

### Isolierte Sprachen
- Baskisch: lagunarekin „mit dem Freund“, lagunekin „mit den Freunden“
- Sumerisch: lu dam=ani=da mu-nda-ĝen-Ø (Mann Ehegatte/in=3.Pers.Possessiv=Komitativ Ventiv-3.Pers.Komitativ-gehen-3.Pers.Subjekt) „Der Mann ist mit seiner Frau gekommen.“